# Zeta Monocerotis
Zeta Monocerotis (ζ Mon / 29 Monocerotis / HD 67594) es una estrella en la constelación de Monoceros, el unicornio.
Con magnitud aparente +4,37, es la cuarta estrella más brillante en la constelación, después de α Monocerotis, γ Monocerotis y δ Monocerotis. 
Situada a poco más de 1000 años luz del sistema solar, Zeta Monocerotis es una supergigante amarilla de tipo espectral G2Ib (donde la «b» indica que dentro de esta clase es de las menos luminosas).
Pese a ello, su luminosidad es 2535 veces mayor que la del Sol, siendo su temperatura superficial de 5210 ± 100 K.
No es una estrella variable; dentro del diagrama de Hertzsprung-Russell está situada en el extremo frío de la denominada «banda de inestabilidad», zona donde se encuentran las cefeidas.
Su diámetro es aproximadamente 62 veces más grande que el diámetro solar y gira sobre sí misma con una velocidad de rotación proyectada de 6,7 km/s —otro estudio señala una cifra algo superior de 7,2 km/s—.
En consecuencia, su período de rotación puede tener una duración de hasta 1,25 años.
Su masa es de 6,6 ± 0,4 masas solares y tiene una edad aproximada de 52 millones de años, cuando comenzó su vida como una caliente estrella de la secuencia principal de tipo B2-B3.
Visualmente se pueden observar tres estrellas respectivamente a 33, 66 y 40 segundos de arco de Zeta Monocerotis. La primera es una compañera óptica sin relación física con Zeta Monocerotis y probablemente las otras dos tampoco estén físicamente ligadas a ella.